# Février 1938

## Événements
- Le chancelier d'Autriche Schuschnigg, convoqué par Hitler à Berchtesgaden, est contraint de confier le ministère de l'Intérieur au nazi Seyss-Inquart, puis, par un ultimatum, de lui céder tous les pouvoirs.
- Schuschnigg riposte en annonçant un plébiscite sur l'indépendance du pays. Seyss-Inquart fait alors appel aux troupes du Reich et c'est l'Anschluss (le rattachement).

- 4 février : Adolf Hitler remanie le haut-commandement militaire et prend le commandement de la Reichswehr.

- 6 février : premier vol d'un Hanriot H.220.

- 10 février : le patriarche Miron Cristea forme un gouvernement d’union nationale en Roumanie (fin en 1939).

- 11 février : la Constitution est suspendue et les partis sont interdits en Roumanie.

- 12 février : Hitler lance un ultimatum au chancelier autrichien Kurt von Schuschnigg pour que les nationaux-socialistes retrouvent leur liberté et pour que leur chef soit nommé ministre de l’Intérieur. Les deux gouvernements devront se consulter sur toute question de politique étrangère.

- 15 février :
  - Autriche : Seyss-Inquart devient  ministre de l'Intérieur et de la Sécurité.
  - Après avoir demandé en vain le soutien de l’Italie, de la France et de la Grande-Bretagne, l’Autriche accepte les conditions allemandes.
  - Premier vol du bimoteur de reconnaissance Bloch MB.170-01.

- 20 février : 
  - Roberto Marcelino Ortiz devient président de l'Argentine.
  - Le roi Charles II de Roumanie octroie une nouvelle Constitution qui renforce les prérogatives royales et remplace les Partis par un « Front de renaissance nationale ».
  - Hitler menace la Tchécoslovaquie si les Sudètes ne sont pas rattachées au Reich.

- 22 février :  reprise de Teruel par les franquistes.

- 25 février : Lord Halifax remplace Anthony Eden au Foreign Office.

## Naissances
- 1er février: Niculiţă Secrieriu, peintre roumain († 3 août 2002).
- 3 février : Waheeda Rehman, actrice indienne.
- 9 février : Djamila Boupacha, Militante anti coloniales algérienne et victime de torture par l'armée colonialiste française.
- 13 février : 
  - Pierre Raffin, évêque catholique français, évêque de Metz († 2 février 2024).
  - Carmela Corren, chanteuse et actrice israélienne († 16 janvier 2022).
- 18 février : 
  - Louis-Marie Billé, cardinal français, archevêque de Lyon († 12 mars 2002).
  - Michel Aglietta, économiste français († 24 avril 2025).
- 19 février : 
  - Choekyi Gyaltsen, dixième panchen lama (1938-1989).
  - Rika Zaraï, chanteuse de variétés Franco-israélienne († 23 décembre 2020).
- 24 février : Libertad Leblanc, actrice argentine († 29 avril 2021).

## Décès
- 11 février : Kazimierz Twardowski, philosophe polonais (° 20 octobre 1866).
- 18 février : Édouard Anseele, homme politique belge (° 26 juillet 1856).